# Rama (navă spațială)

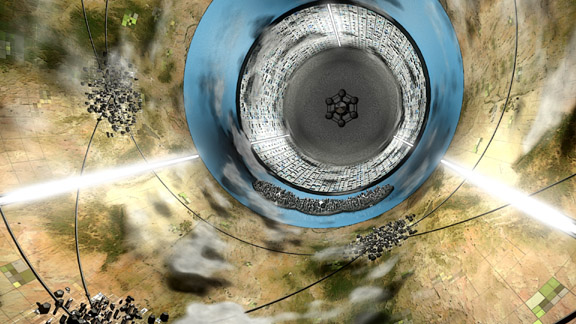
Reprezentare artistică 3D a interiorului navei Rama

Rama este o misterioasă navă spațială fictivă care este subiectul și locul de desfășurare a romanului științifico-fantastic Rendez-vous cu Rama de Arthur C. Clarke și a trilogiei scrise de Clarke împreună cu Gentry Lee: Rama II, Grădina din Rama și Război pe Rama.
Nava există într-o cronologie fictivă a viitorului lumii noastre. Rama este în esență un cilindru întunecat, cu caracteristici metalice, care se distinge prin dimensiunile sale: 54 de km lungime și 20 de km în diametru. Dacă cilindrul ar fi întins, suprafața internă ar fi de 50 de km lungime și 50 de km lățime, ceea ce înseamnă o suprafață de 2500 km2.  
Cilindrul este în cea mai mare parte a sa gol; rotația navei Rama de-a lungul axei sale lungi creează iluzia de gravitație pe suprafața interioară a sa, asemănător unui cilindru O'Neill, cu toate acestea, efectul Coriolis produce efecte ciudate atunci când obiectele nu sunt în contact cu suprafața interioară a cilindrului. Rama este, din toate punctele de vedere, o lume artificială, cu un teritoriu utilizabil, capabil să suporte viața. În science-fiction aparține clasei Big Dumb Object.

## Rendez-vous cu Rama(faza 1)

### Nume și descoperire
Conform romanului, Rama este prima oară observată în anul 2131, atunci când nava extraterestră intră în sistemul solar, la o viteză și un curs care o va arunca ca pe o praștie în jurul soarelui și apoi înapoi în spațiul îndepărtat. Inițial este confundată cu un asteroid gigant atunci când este detectată pentru prima oară de SPACEGUARD, o rețea automată de detectoare proiectată pentru a avertiza Pământul de eventualele amenințări din spațiul cosmic.
Denumirea sa este un cod folosit de bazele de date astronomice: „31/439”, 31 este anul (2131 CE), 439 reprezintă ordinea descoperirii. Datorită deplasării sale aproape de periheliu, a atras repede atenția oamenilor, dar și datorită formei sale anormale. Încă, crezând că este un asteroid, astronomii au dat un nume propriu obiectului 31/439 datorită dimensiunilor sale. Urmând tradiția de a numi obiectele cerești după figuri mitologice, 31/439 devine „Rama”, după numele zeității hinduse: Clark explică faptul că în acea perioadă toate numele de figuri mitologice grecești și romane au fost folosite.
După mai multe speculații și dezbateri purtate în lunile următoare, observațiile prin telescop și sondele spațiale fără pilot au confirmat faptul că Rama este un obiect artificial, și, prin urmare, (deși indirect) reprezintă primul contact al Pământului cu viața extraterestră. Nava Rama este interceptată și explorată de către cea mai apropiată navă umană, nava spațială de cercetare a Soarelui Endeavour, aflată sub comanda lui William Norton. Endeavour se apropie de Rama, iar Norton și echipa sa explorează nava și o părăsesc după o misiune de trei săptămâni. Rama, aparent indiferentă față de formele de viață cu care s-a întâlnit, își reîncarcă rezervele de energie folosind materia și energia colectată de la soare, execută mai multe corecturi minore ale traiectoriei și iese din sistemul solar.

### Statistici
|           | Exterior/Total | Interior   |
| Lungime   | ~54 km         | ~50 km     |
| Diametru  | ~20 km         | ~16 km     |
| Suprafața | ~4000 km2      | ~2500 km2  |
| Volum     | ~17000 km3     | ~10000 km3 |
| Masă      | ~1016 kg       | ~1016 kg   |

Forma navei Rama este un cilindru perfect. În această figură aproximatix h = 50 km şi R = 16 km

(Distanțele sunt aproximative, deoarece acestea par să varieze în întreaga carte.)